# Hengrave
Hengrave – wieś w Anglii, w hrabstwie Suffolk, w dystrykcie West Suffolk. Leży 42 km na północny zachód od miasta Ipswich i 103 km na północny wschód od Londynu.